# MTN 8
La MTN 8 è una competizione calcistica sudafricana a cui partecipano le migliori otto squadre della Premier Division della stagione precedente. Organizzata dalla PSL, è una delle più antiche competizioni a eliminazione diretta del Sudafrica, essendo stata disputata per la prima volta nel 1972. Il vincitore riceve un premio di 8 milioni di rand.
Il primo turno vede la prima squadra classificata nella stagione precedente affrontare l'ottava; la seconda contro la settima; terza contro sesta e quarta contro quinta. Le semifinali prevedono match di andata e ritorno.
L'evento, sponsorizzato dal 2008 dal gruppo MTN, era in precedenza noto come BP Top 8 (per la sponsorizzazione di BP dal 1972 al 2002) e SAA Supa 8 (per la sponsorizzazione di South African Airways dal 2003 al 2007).

## Albo d'oro
- 1972:  Orlando Pirates (1º)
- 1973:  Orlando Pirates (2º)
- 1974:  Kaizer Chiefs (1º)
- 1975:  Moroka Swallows (1º)
- 1976:  Kaizer Chiefs (2º)
- 1977:  Kaizer Chiefs (3º)
- 1978:  Orlando Pirates (3º)
- 1979:  Moroka Swallows (2º)
- 1980:  Witbank Black Aces (1º)
- 1981:  Kaizer Chiefs (4º)
- 1982:  Kaizer Chiefs (5º)
- 1983:  Orlando Pirates (4º)
- 1984:  Wits  University (1º)
- 1985:  Kaizer Chiefs (6º)
- 1986:  Arcadia Shepherds (1º)
- 1987:  Kaizer Chiefs (7º)
- 1988:  M. Sundowns (1º)
- 1989:  Kaizer Chiefs (8º)
- 1990:  M. Sundowns (2º)
- 1991:  Kaizer Chiefs (9º)
- 1992:  Kaizer Chiefs (10º)
- 1993:  Orlando Pirates (5º)
- 1994:  Kaizer Chiefs (11º)
- 1995:	 Wits  University (2º)
- 1996:  Orlando Pirates (6º)
- 1997-1999: Non disputata
- 2000:  Orlando Pirates (7º)
- 2001:	 Kaizer Chiefs (12º)
- 2002:	 Santos Cape Town (1º)
- 2003:	 Jomo Cosmos (1º)
- 2004:	 SuperSport Utd (1º)
- 2005:	 Bloemfontein Celtic (1º)
- 2006:	 Kaizer Chiefs (13º)
- 2007:	 M. Sundowns (3º)
- 2008	 Kaizer Chiefs (14º)
- 2009	 Golden Arrows (1º)
- 2010:  Orlando Pirates (8º)
- 2011:  Orlando Pirates (9º)
- 2012:	 Moroka Swallows (3º)
- 2013:	 Platinum Stars (1º)
- 2014:	 Kaizer Chiefs (15º)
- 2015:	 Ajax Cape Town[1][2] (1º)
- 2016:	 Bidvest  Wits (3º)
- 2017:  SuperSport Utd (2º)
- 2018:	 Cape Town City (1º)
- 2019:  SuperSport Utd (3º)
- 2020:  Orlando Pirates (10º)
- 2021:  M. Sundowns (4º)
- 2022:  Orlando Pirates (11º)
- 2023:  Orlando Pirates (12º)
- 2024:  Orlando Pirates (13º)
- 2025:

## Vittorie per squadra
| Club                | Vittorie | Prima finale vinta | Ultima finale vinta |
| ------------------- | -------- | ------------------ | ------------------- |
| Kaizer Chiefs       | 15       | 1974               | 2014                |
| Orlando Pirates     | 13       | 1972               | 2024                |
| Mamelodi Sundowns   | 4        | 1988               | 2021                |
| Moroka Swallows     | 3        | 1975               | 2012                |
| Bidvest Wits        | 3        | 1984               | 2016                |
| Supersport United   | 3        | 2004               | 2019                |
| Arcadia Shepherds   | 1        | 1986               | 1986                |
| Santos              | 1        | 2002               | 2002                |
| Jomo Cosmos         | 1        | 2003               | 2003                |
| Witbank Black Aces  | 1        | 1980               | 1980                |
| Bloemfontein Celtic | 1        | 2005               | 2005                |
| Golden Arrows       | 1        | 2009               | 2009                |
| Platinum Stars      | 1        | 2013               | 2013                |
| Cape Town Spurs     | 1        | 2015               | 2015                |
| Cape Town City      | 1        | 2018               | 2018                |